# Логінов Олександр Вікторович
Олександр Вікторович Логінов (31 січня 1992, Саратов, Російська Федерація) — російський біатлоніст, олімпійський медаліст, чемпіон світу та призер світових першостей, чотириразовий чемпіон світу серед юніорів, п'ятиразовий чемпіон Європи серед юніорів, абсолютний чемпіон Європи 2013 року серед юніорів, призер та переможець етапів Кубка світу з біатлону.

## Результати
За даними Міжнародного союзу біатлоністів.

### Олімпійські ігри
| Ігри       | Інд. гонка | Спринт | Персьют | Масстарт | Естафета | Змішана естафета |
| ---------- | ---------- | ------ | ------- | -------- | -------- | ---------------- |
| Сочі 2014  | DSQ (30)   | —      | —       | —        | —        | —                |
| Пекін 2022 | 10         | 38     | 27      | —        | Бронза   | Бронза           |

### Чемпіонати світу
| Чемпіонат        | Інд. гонка | Спринт | Персьют | Масстарт | Естафета | Змішана естафета | Одиночна змішана естафета |
| ---------------- | ---------- | ------ | ------- | -------- | -------- | ---------------- | ------------------------- |
| Гохфільцен 2017  | 72         | —      | —       | —        | —        | Бронза           | Н/Д                       |
| Естерсунд 2019   | 14         | Срібло | 14      | 4        | Бронза   | 4                | —                         |
| Антерсельва 2020 | 15         | Золото | Бронза  | WD       | 4        | 6                | —                         |
| Поклюка 2021     | 31         | 26     | 16      | 9        | Бронза   | 9                | —                         |

*В олімпійські сезони змагання проводяться тільки з дисциплін, що не входять в програму Ігор.
**Одиночна змішана естафета з'явилася на чемпіонаті 2019 року.

## Кар'єра в Кубку світу
Дебют Олександра на етапах Кубка світу з біатлону відбувся на 7 етапі Кубка світу, що проходив в норвезькому Осло. Він провів три гонки показавши 5 час у спринті 3 у гонці переслідування та 15 у мас-старті. Такі переконливі результати дозволили Олександру взяти участь і в наступному 8 етапі Кубка світу, що проходив в російському Сочі, де йому вдалося показати 12 час у спринті та вперше взяти участь в естафеті. Хоча його етап естафети став найгіршим для команди, на першій стрільбі Олександру не вдалося вразити всі 5 мішеней навіть вісьмома пострілами і довелося заходити на одне штрафне коло, це не завадило йому разом з Антоном Шипуліним, Дмитром Малишко та Євгенієм Устюговим здобути перемогу. Хоча в сезоні 2012-2013 Логінов і виступив лише на 2 етапах у 5 особистих гонках, однак це не завадило йому набрати 143 залікові бали та посісти 46 місце в загальному заліку біатлоністів за підсумками сезону.
- Дебют в кубку світу — 28 лютого 2013 року в спринті в Осло — 5 місце.
- Перше потрапляння в залікову зону — 28 лютого 2013 року в спринті в Осло — 5 місце.
- Перше потрапляння на розширений подіум — 28 лютого 2013 року в спринті в Осло — 5 місце.
- Перший подіум — 2 березня 2013 року в гонці переслідування в Осло — 3 місце.
- Перша перемога — 10 березня 2013 року в естафеті в Сочі — 1 місце.

## Загальний залік у Кубку світу
- 2012-2013 — 46-е місце (143 очки)

## Статистика стрільби
| № п/п | Сезон     | Загальна      | Індивідуальна гонка | Спринт        | Гонка переслідування | Мас-старт     | Естафета     |
| ----- | --------- | ------------- | ------------------- | ------------- | -------------------- | ------------- | ------------ |
| 1     | 2012-2013 | 83,8% (62/74) | 0,0% (0/0)          | 95,0% (19/20) | 85,0% (17/20)        | 85,0% (17/20) | 64,3% (9/14) |